# Kazimierz
Kazimierz (česky Kazimír) je polské mužské rodné jméno slovanského původu.

## Známí nositelé jména
- Kazimierz Brandys (1916–2000) – polský spisovatel a scenárista
- Kazimierz Brodziński (1791–1835) – polský básník, redaktor, překladatel a teoretik
- Kazimierz Deyna (1947–1989) – polský fotbalista
- Kazimierz Moczarski (1907–1975) – polský novinář a spisovatel
- Kazimierz (Ignacy) Orzechowski (1923–2009) – polský historik práva, rektor a poslanec
- Kazimierz Przerwa-Tetmajer (1865–1940) – polský básník, prozaik a dramatik
- Kazimierz (Wincenty Miłosz) Sikorski (1895–1986) – polský skladatel
- Kazimierz Sosnkowski (1885–1969) – polský generál
- Kazimierz Sosnowski (1885–1969) – zakladatel polské organizované turistiky
- Kazimierz (Stanisław Michał) Wodzicki – rakouský ornitolog a politik polské národnosti
- Kazimierz Dąbrowski (1902–1980) – polsko-kanadský psycholog a psychiatr

## Jiné významy
- (Kaziměř) Kazimierz (Krakov) – jedna ze čtvrtí polského města
- Kazimierówka (železniční zastávka) – ve vesnici Owczarnia v Mazovském vojvodství
- Zamek Kazimierzowski (Kazimírovský zámek) –  v polské Přemyšli